# Carlo Ferdinand, Prinț de Capua

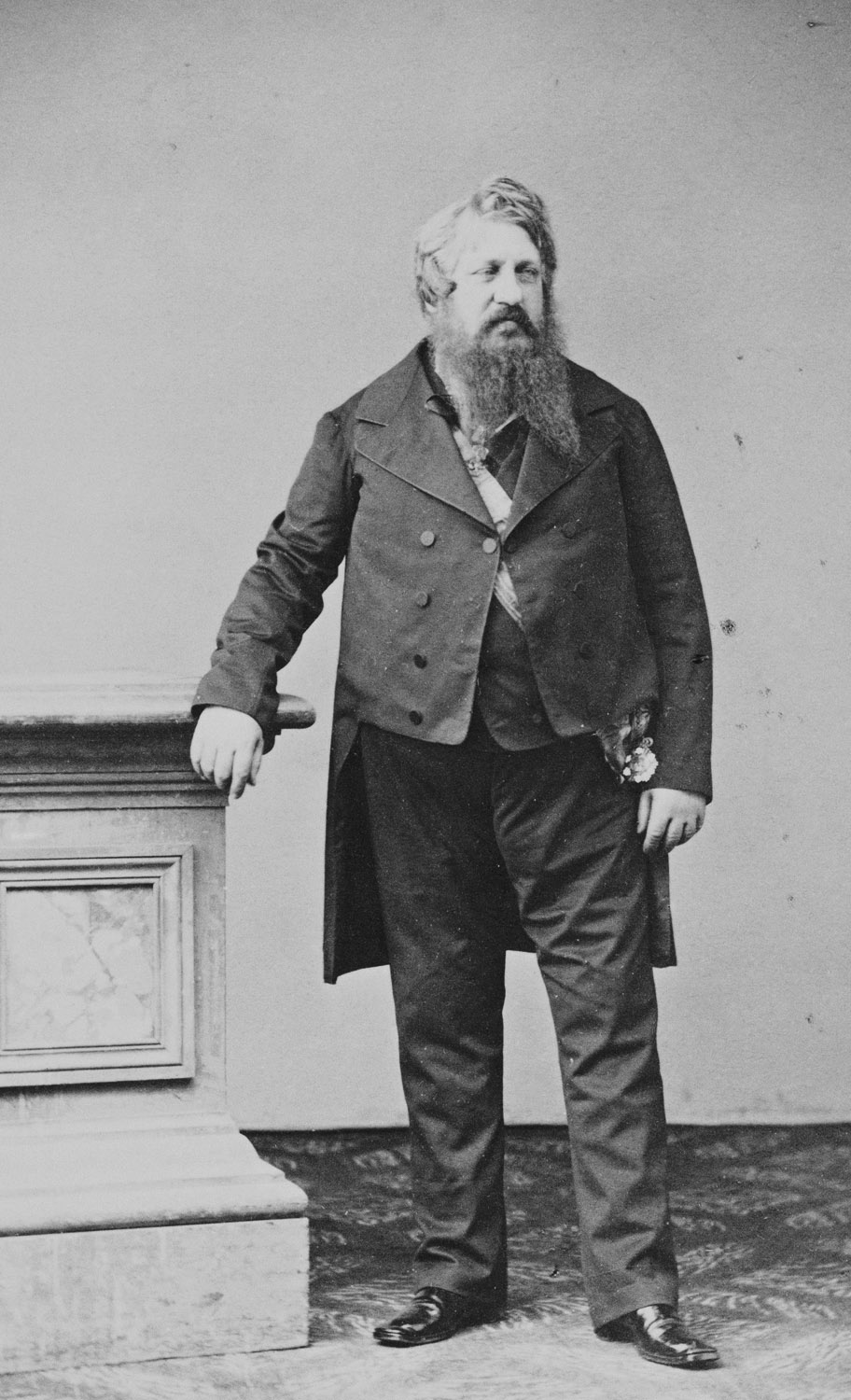
Prințul de Capua

Carol al celor Două Sicilii, Prinț de Capua (Carlo Ferdinando, Principe di Borbone delle Due Sicilie, Principe di Capua) (10 noiembrie 1811 – 22 aprilie 1862) a fost al doilea fiu al regelui Francisc I al celor Două Sicilii și a celei de-a doua soții, Maria Isabela a Spaniei. S-a căsătorit morganatic în 1836 și a trăit în exil.

## Biografie
Carol  s-a născut la Palermo, ca al doilea fiu al regelui Francisc I al Celor Două Sicilii și a celei de-a doua soții și verișoară primară, Maria Isabella a Spaniei. Bunicii paterni au fost regele Ferdinand I al celor Două Sicilii și regina Maria Carolina a Austriei. Bunicii materni au fost Carol al IV-lea al Spaniei și Maria Luisa de Parma. Bunicii erau frați, ambii fiind fiii regelui Carol al III-lea al Spaniei și ai reginei Maria Amalia de Saxonia.
A fost fratele mai mic al viitorului rege Ferdinand al II-lea al Celor Două Sicilii și cumantul regelui Ferdinand al VII-lea al Spaniei, al lui Leopold al II-lea, Mare Duce de Toscana și a împăratului Pedro al II-lea al Braziliei. Sora lui vitregă mai mare a fost Caroline Ferdinande, Ducesă de Berry.
Carol a fost copilul preferat al părinților săi și din acest motiv relația cu fratele său Ferdinand a fost tensionată. La vârsta de nouăsprezece ani a fost numit viceamiral. În perioada martie-iunie 1829 guvernul napolitan i-a prezentat candidatura la tronul Greciei, dar a eșuat prin opoziția lui Metternich. În 1831 el a fost candidat pentru a deveni rege al Belgiei. În tinerețea sa, Prințul de Capua a afișat un comportament agitat și o slăbiciune pentru femeile frumoase. Cum fratele său nu avea încă copii, Carlo deținea o poziție înaltă la Curte - moștenitor prezumtiv la coroană până în anul 1836.
În iarna anului 1835 Prințul de Capua s-a îndrăgostit de Penelope Smyth, fiica lui Grice Smyth de Ballynatray, o frumoasă irlandeză care vizita Neapole. Ferdinand al II-lea i-a interzis să se căsătorească, fiind o căsătorie morganatică. La 12 ianuarie 1836 cuplul a fugit. Ferdinand al II-lea a sistat venitul fratelui său, denunțând plecarea lui Carol ca fiind ilegală și a încercat să împiedice căsătoria.
La 12 martie 1836 regele Ferdinand al II-lea al Celor Două Sicilii a emis un decret susținând decizia din 1829 a tatălui celor doi frați prin care membrii de sânge regal ai regatului, indiferent de vârsta lor, erau nevoiți să obțină acordul suveranului pentru a se căsători iar căsătoriile realizate fără acest consimțământ ar trebui să fie considerate ca fiind nule și neavenite.

### Exilul

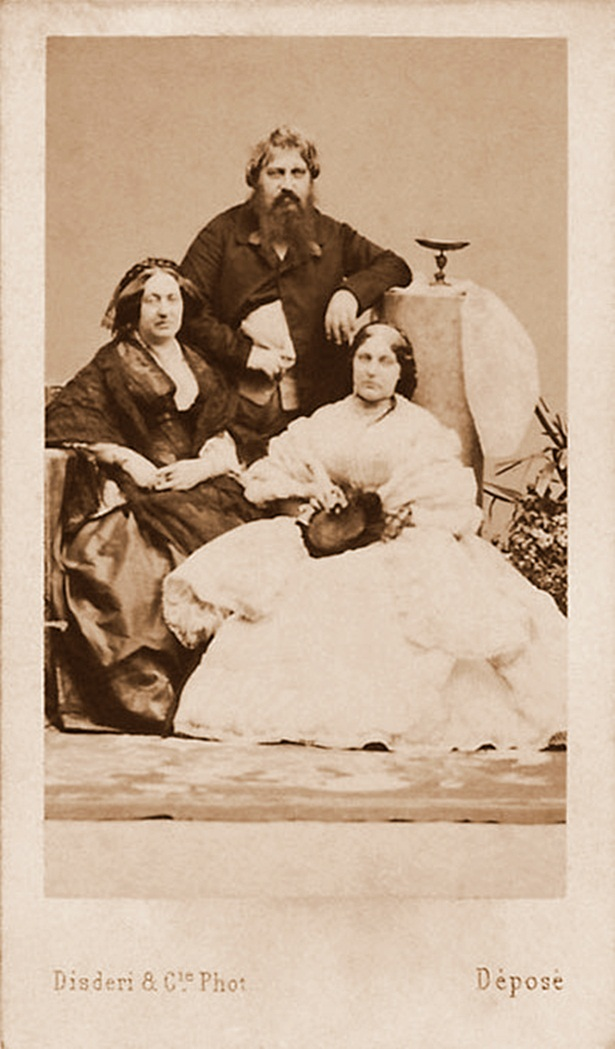
Prințul de Capua cu soția, contesa de Mascali, și fiica lor, Vittoria.

Sfidând voința fratelui său, la 5 aprilie 1836, Carol s-a căsătorit morganatic cu Penelope Smyth. Cuplul a avut doi copii:
- Francesco, Conte di Mascali (24 martie 1837 – 2 iunie 1862)
- Vittoria di Borbone, contesă di Mascali (15 mai 1838 – 9 august 1895)

Ferdinand al II-lea nu l-a iertat niciodată pe fratele fugar. Prințul de Capua a fost obligat să trăiască pentru restul vieții în exil. El a rămas loial soției sale; toate moșiile sale au fost confiscate cu excepția comitatului Mascali din Sicilia pe care l-a moștenit de la tatăl său. Cum Mascali nu a mers eficient îi oferea un venit mic iar Prințul a trebuit să trăiască modest. Ani de zile Prințul a încercat să obțină iertarea de la fratele său și să i se permită întoarcerea în Neapole, dar fără nici un rezultat. S-a stabilit la Londra unde soția și rudele ei au început să acumuleze datorii. Guvernul britanic condus de Lordul Palmerston a încercat să intervină în favoarea lui favoarea lui ca o contrabalansare a despotismului lui Ferdinand al II-lea. În 1848, Prințul deCapua a aspirat în van la coroana Siciliei. Când Palmerston s-a săturat de el, Prințul de Capua s-a mutat la Torino. Urmărit de creditorii săi, Prințul s-a mutat constant.
Un contemporan care l-a întâlnit la Palatul Tuileries în 1853 l-a descris după cum urmează: "Prințul este robust, vulgar, și de obicei aranjat ca un șarlatan rustic. El este împodobit cu o barbă lungă gri și murdară și părul lui este, de asemenea, lung, murdar și gri "
Cum fratele lui Ferdinand al II-lea a murit la 22 mai 1859, prințul a sperat că i se va mări venitul. Ferdinand al II-lea îi lăsase moștenire o sumă mică de bani și noul rege Francisc al II-lea, nepotul său, a ordonat restaurarea tuturor veniturilor și bunurilor sale. Cu toate acestea, Prințul de Capua, care a trăit mutându-se între Geneva, Spa și Aix les Bains cu soția sa morganatică și cei doi copii adolescenți nu a văzut nimic din toate astea. În anul următor Bourbonii au fost detronați. Odată cu invazia piemonteză totul a fost confiscat de către Giuseppe Garibaldi.
Prințului de Capua i s-a oferit un venit de către regele Victor Emanuel al II-lea, însă el a refuzat de teamă că acest lucru ar putea afecta viitoarele lui pretenții. A murit doi ani mai târziu, la 21 aprilie 1862, la Torino, la vârsta de 50 de ani. Fiul său Francesco, care a suferit de o boală mintală, a murit câteva luni mai târziu. Văduva lui a primit o pensie și casa din apropiere de Lucca.